# Lasse Hallström
Lars Sven "Lasse" Hallström, född 2 juni 1946 i S:t Johannes församling, Stockholms stad, är en svensk filmregissör.

## Biografi
Lars Hallström är son till tandläkaren Nils Hallström och författaren Karin Lyberg, samt dotterson till Ernst Lyberg och systerson till Bengt Lyberg. Hans far var också filmintresserad och vann ett internationellt amatörfilmpris för smalfilmen Sommarstad 1941.
Innan karriären som spelfilmsregissör hade Hallström redan gjort sig känd för den breda tv-publiken i Sverige då han samarbetade med vännerna Magnus Härenstam och Brasse Brännström i ett flertal tv-program. Han gjorde också de flesta av gruppen Abba:s musikvideor.
1985 hade Mitt liv som hund premiär på bio och nådde stora framgångar även hos den amerikanska publiken, vilket också ledde till att han fick erbjudanden om att göra film i USA. Väl i Hollywood drabbades hans första projekt av motgångar. Hallström ägnade nästan två år åt en filmatisering av Peter Pan innan filmbolaget la ned projektet. Efter det arbetade han med Kärleksfeber med Cher i huvudrollen. Cher gav Hallström sparken innan han hann sätta i gång och kallade honom för vrickad i media. Den första amerikanska filmen blev Once Around – Mannen som inte passade in (1991). När Gilbert Grape hade premiär 1993 blev den en stor succé och blev även genombrottsfilmen för Leonardo DiCaprio. Även Ciderhusreglerna (1999) blev en stor framgång och vann två Oscars och fick sju nomineringar. Hallström har sedan gjort stora filmer som Chocolat (2000), Sjöfartsnytt (2001), Bluffen (2006) och Dear John (2010). Under 2000-talet har dock inte alla Hallströms filmer nått samma framgångar.
Med Hypnotisören (2012) gjorde Hallström svensk film igen för första gången på 24 år.
För Mitt liv som hund och Ciderhusreglerna blev Hallström nominerad till Oscars för Bästa regi. Mitt liv som hund blev även nominerad till Oscar för Bästa manus efter förlaga. Hallström sägs vara Sveriges kommersiellt mest framgångsrika regissör genom tiderna.
Lasse Hallström fick priset Hedersguldbaggen under Guldbaggegalan 2025. 

### Privatliv

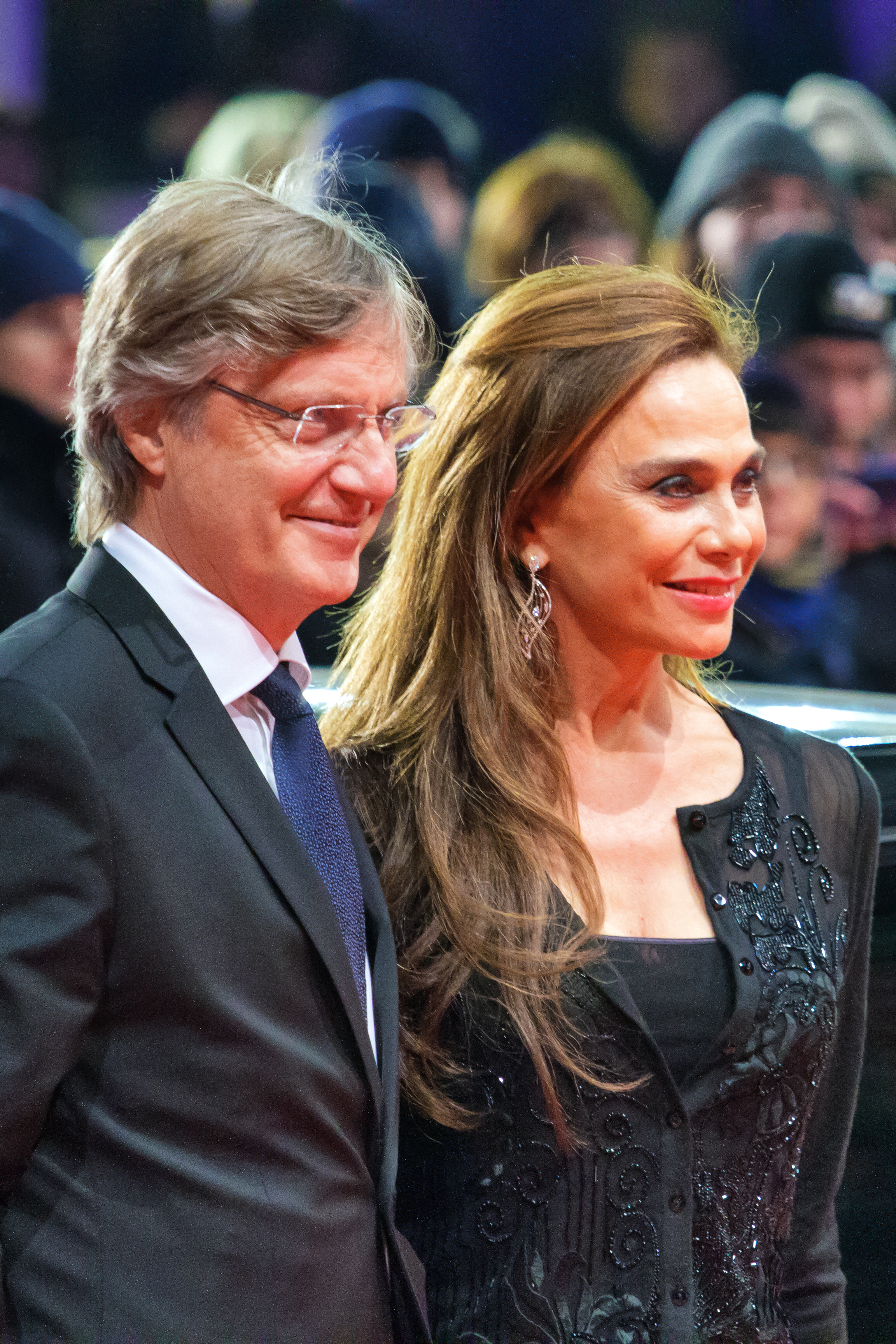
Lasse Hallström och hustrun Lena Olin vid Filmfestivalen i Berlin 2013.

Lasse Hallström är sedan 1994 gift med skådespelerskan Lena Olin som han har dottern Tora tillsammans med (född 1995). Familjen är bosatt i Bedford som är en förort till New York. Han har även sonen Johan Hallström (född 1976) från sitt tidigare äktenskap med Malou Hallström. Han är yngre bror till skådespelaren Anders Hallström.
Lasse Hallström är sedan 19 augusti 2011 vegan.

## Utmärkelser
- Litteris et Artibus[8] (2025)

## Filmografi
- 1968 – Pop – en jättegrej mellan öronen
- 1970 – Oj, är det redan fredag? (TV-serie)
- 1973 – Pappas pojkar (TV-serie)
- 1973 – Ska vi hem till dig... eller hem till mig... eller var och en till sitt? (TV-film)
- 1975 – En kille och en tjej
- 1977 – Abba – the Movie
- 1979 – Jag är med barn
- 1981 – Tuppen
- 1981 – Gyllene Tider - Parkliv
- 1983 – Två killar och en tjej
- 1984 – Carola så in i Norden (filmade inslag)
- 1985 – Mitt liv som hund
- 1986 – Alla vi barn i Bullerbyn
- 1987 – Mer om oss barn i Bullerbyn
- 1991 – Once Around, Mannen som inte passade in
- 1993 – Gilbert Grape
- 1995 – Alla talar om Grace
- 1999 – Ciderhusreglerna
- 2000 – Chocolat
- 2001 – Sjöfartsnytt
- 2005 – Casanova
- 2005 – En dag i livet
- 2006 – Bluffen  (The Hoax)
- 2009 – Hachiko - En vän för livet
- 2010 – Dear John
- 2011 – Laxfiske i Jemen
- 2012 – Hypnotisören
- 2013 – Safe Haven
- 2014 – 100 steg från Bombay till Paris
- 2017 – A Dog's Purpose
- 2018 – Nötknäpparen och de fyra världarna
- 2022 – Hilma